# Airbourne
Airbourne est un groupe de hard rock australien, originaire de Warrnambool. Il est formé en 2003 par les frères Joel O'Keeffe (chant et guitare solo) et Ryan O'Keeffe (batterie), David Roads (chœurs et guitare rythmique) et Justin Street (chœurs et basse). En 2004, ils publient un EP intitulé Ready to Rock.
En 2007, ils publient leur premier album studio, intitulé Runnin' Wild. En 2010, ils sortent leur deuxième album studio, No Guts. No Glory. En 2013, paraît leur troisième album studio, intitulé Black Dog Barking. Leur premier album est publié sur Capitol Records, avec lesquels ils signent un contrat de cinq ans. Capitol résilie le contrat, mais le groupe signe un nouveau contrat avec EMI Records, et publie son premier album. Plus tard, ils signent chez Roadrunner Records, avec qui ils publient leurs deuxième et troisième albums.
Début 2015, le groupe annonce avoir signé un contrat avec le label Spinefarm Records et sort les albums Breakin' Outta Hell en 2016, Boneshaker en 2019 ainsi que Gutsy (annoncé pour 2025).

## Biographie

### Formation (2003-2006)
Le groupe est formé en 2003 par les frères Joel et Ryan O'Keeffe,,. Joel reçoit sa première guitare à l'âge de 11 ans alors qu'au même âge Ryan tapait sur sa première batterie,. Joel fait la connaissance de David Roads alors qu'ils travaillaient tous les deux dans un hôtel de Warrnambool en Australie. Ils commencent chacun à rapporter leur guitare au travail, faisant des bœufs et travaillant sur des idées de chansons pendant leurs pauses. Bientôt David Roads rejoignit les frères O'Keeffe dans leur « cabane » (ainsi nommée car c'était une pièce en dehors de la maison) pour jouer ensemble.
En 2003, Adam Jacobson quitte le groupe et est remplacé par Justin Street à la basse après s'être fait bousculer par Ryan en revenant saoul d'une fête. En mars 2004, le groupe remporte le concours Push-On à Melbourne. Leurs premières chansons sont influencées par d'autres groupes australiens comme AC/DC, The Angels, Billy Thorpe, et Rose Tattoo,. Ils enregistrent un EP de huit chansons en juillet 2004 intitulé Ready to Rock. Début 2005, le groupe déménage à  Melbourne. et en août, ils signent un contrat avec Capitol Records. Selon Joel, le groupe a vécu ensemble dans une maison durant environ 3 ans 1/2. Ce sera là que, lors une soirée de folie, un fusible a sauté et que la maison pris feu. D'ailleurs, ce  sera durant cette même soirée que Joel entendit le morceau Rock the Block de Krokus. Le groupe fait alors la première partie de Mötley Crüe, Motörhead, Iron Maiden et The Rolling Stones, entre autres,.

### Runnin' Wild(2006-2009)

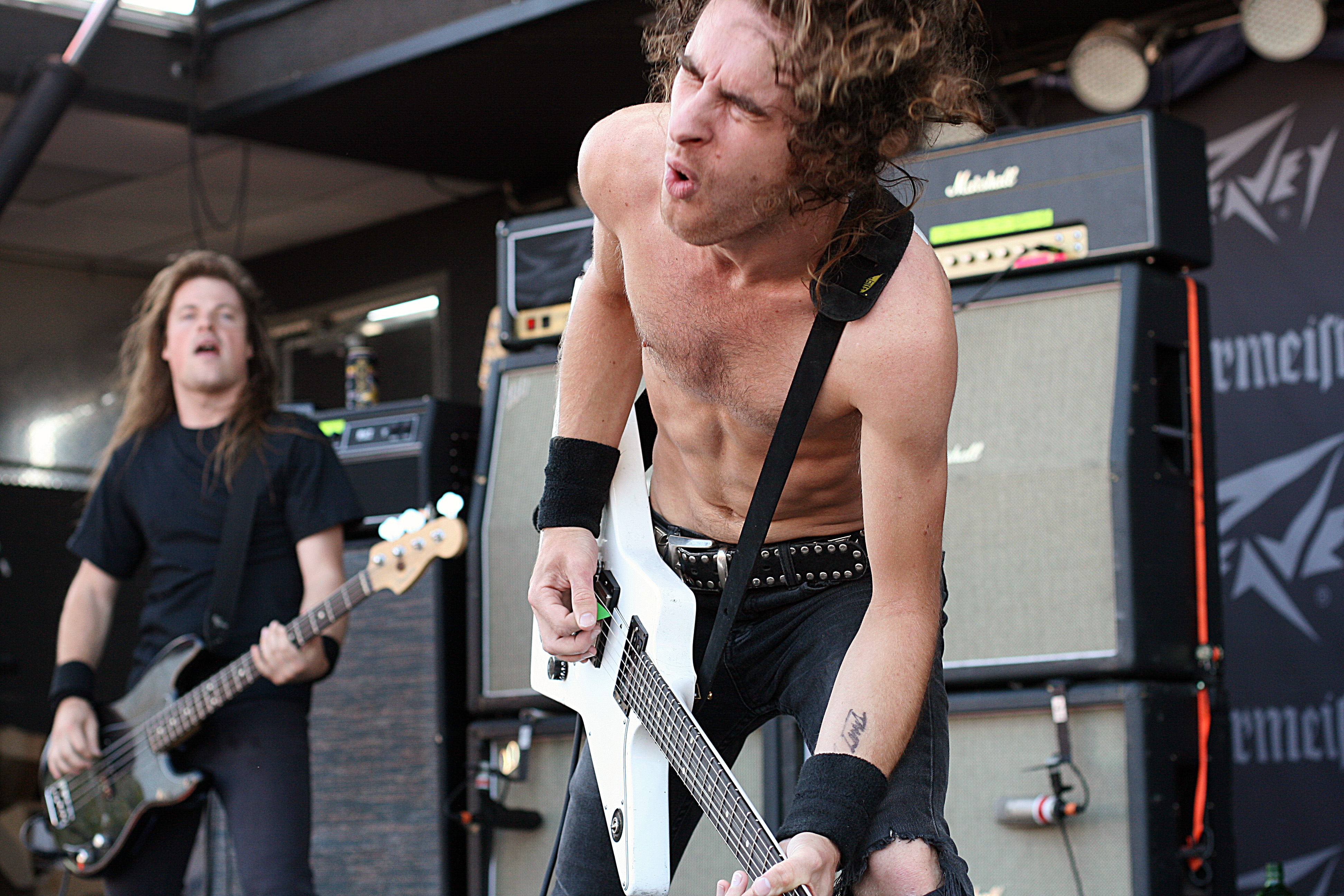
Justin Street et Joel O'Keeffe en concert, 2008.

En 2006, les membres du groupe déménagent aux États-Unis pour commencer l'enregistrement de leur premier album international, intitulé Runnin' Wild, avec le producteur Bob Marlette (Ozzy Osbourne, Alice Cooper),. Runnin' Wild est d'abord publié en Australie en juin 2007. Trois singles sortiront de cet album, Too Much, Too Young, Too Fast, Runnin' Wild et Diamond in the Rough. Après que Capitol Records rompt le contrat qu'il avait avec le groupe, Airbourne signe avec le label de rock américain Roadrunner Records. Malgré cela, le groupe a du mal à passer sur les radios australiennes.
Runnin' Wild sort en janvier 2008 aux États-Unis et en juin 2008 en Europe. Le groupe explose enfin grâce aux nombreuses apparitions des titres de l'album dans divers jeux vidéo. Ce qui aide le groupe à se faire connaître mondialement. L'album se vend à près de 250 000 d'exemplaires à travers le monde, les critiques saluent alors la qualité de l'album, ainsi Hardrockhideout écrit : « Runnin' Wild est un disque qui va surpasser les attentes des fans de hard rock. Les fans de hard rock des années 1980 et d'AC/DC vont l'adorer. »
Alors que le groupe est souvent comparé à leur illustre ainé AC/DC, Joel O'Keeffe explique lors d'une interview en septembre 2008 : « Peu importe d'où tu viens et quand tu viens, tu seras toujours comparé à quelqu'un. Surtout pour nous qui venons d'Australie et qui faisons le même genre de musique. Être comparé au meilleur groupe de rock'n'roll du business, qui est toujours actif et est aujourd'hui sur le point de publier un autre album, il n'y a pas de meilleur compliment » et dans une autre en 2010 : « Bah, on nous compare au meilleur groupe de rock encore en activité… Que veux-tu qu'on fasse ? Qu'on pleure et qu'on demande à être comparés à Coldplay ? Et puis si tu savais, en Australie, le nombre de groupes auxquels tu ne veux pas être comparé… »

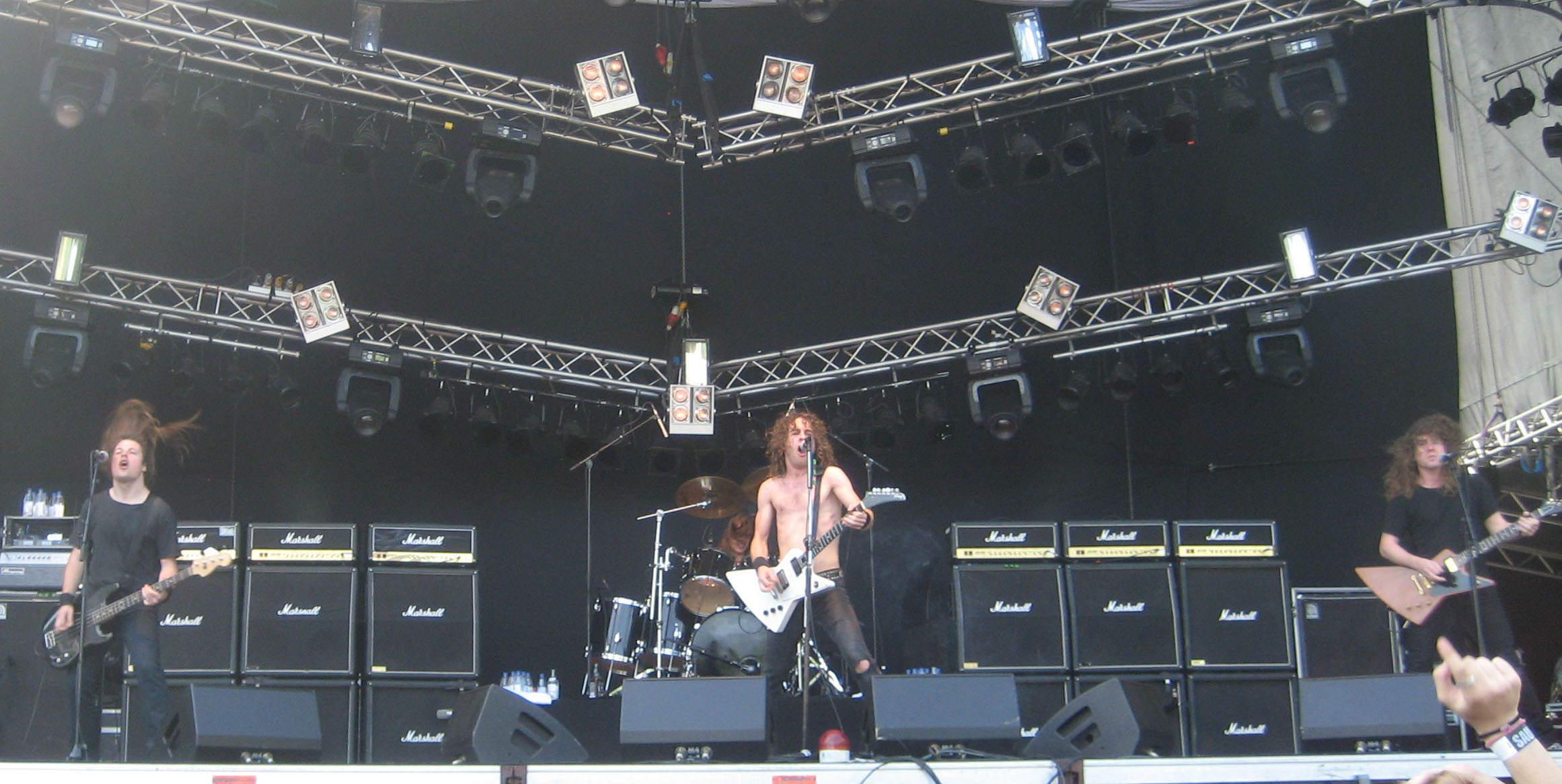
Airbourne au Sauna Open Air Metal Festival, en 2008.

Airbourne commence à se faire remarquer sur la scène hard rock, ainsi la légende du rock Lemmy Kilmister, du groupe britannique Motörhead, fait une apparition dans le clip Runnin' Wild conduisant le camion dans lequel joue le groupe. En novembre 2008, à L'Astoria de Londres, Dan Hawkins (Stone Gods / The Darkness) rejoint le groupe sur scène pour reprendre le titre d'AC/DC, Whole Lotta Rosie. Les concerts du groupe se manifestent par une formidable énergie sur scène de tous les membres. Joel O'Keeffe, lorsque le groupe joue en plein air, va jusqu'à escalader la structure de la scène qui maintient les projecteurs et réalise des solos de guitare à une trentaine de mètres au-dessus du sol. Lorsque le groupe joue en salle, il prend des bains de foule en ouvrant le passage devant lui, ce qui ravit le public. La marque de fabrique d'Airbourne est qu'en plein milieu d'un morceau, Joel O'Keeffe lance dans le public des cannettes de bière qu'il a auparavant percées en cognant avec force dessus.

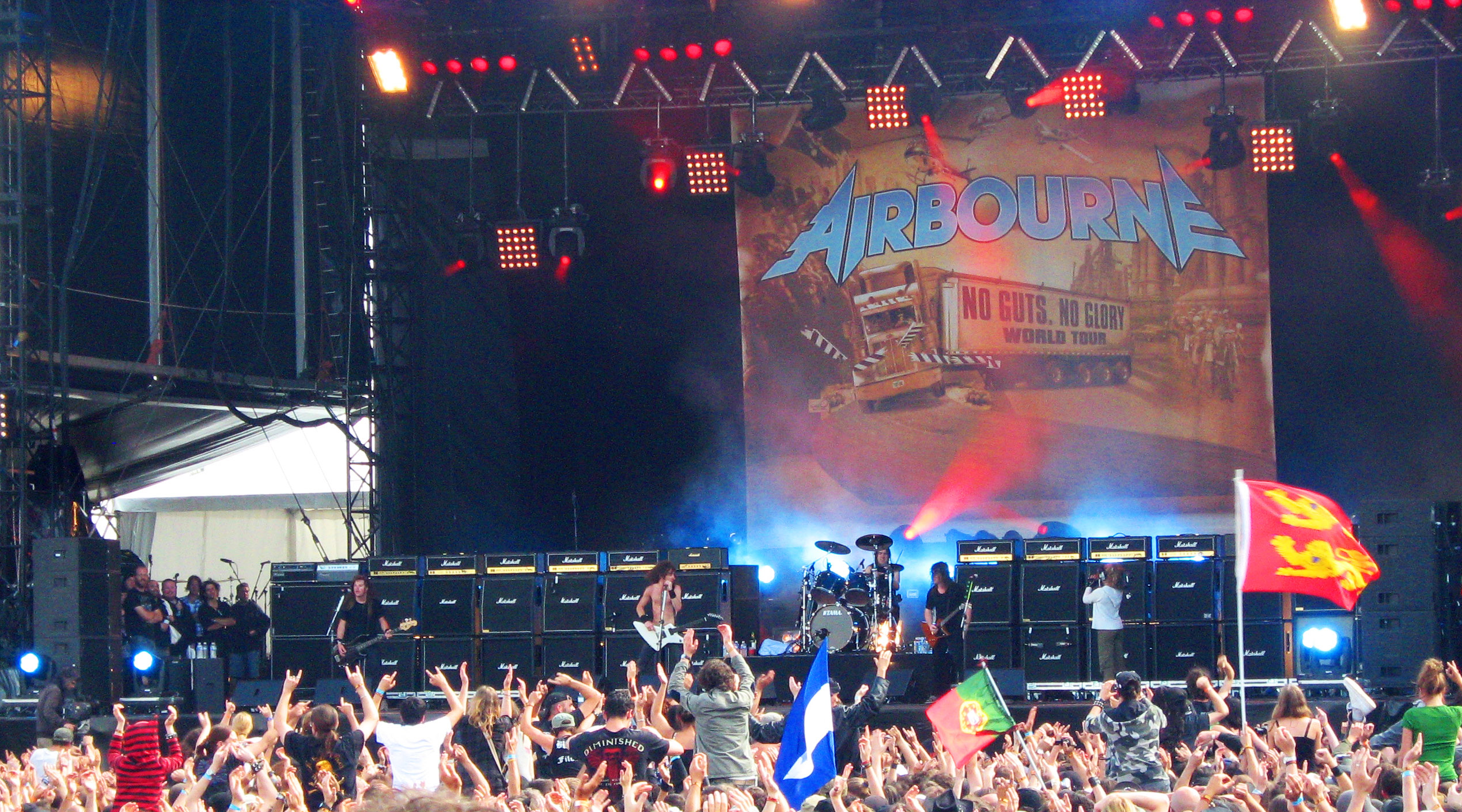
Airbourne au Hellfest 2010

### No Guts. No Glory.(2009-2011)

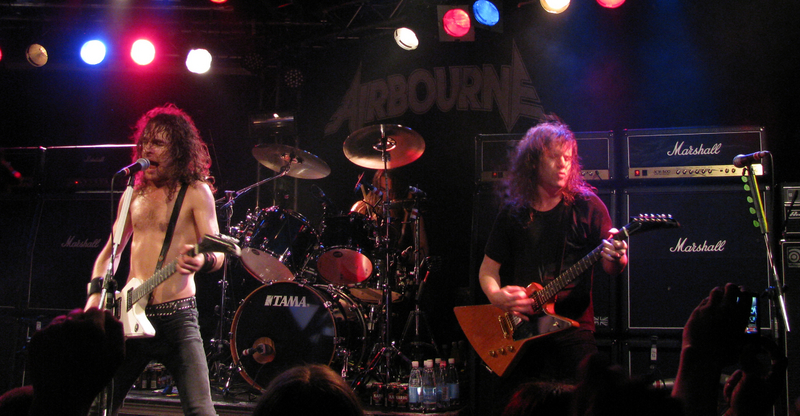
Airbourne pendant le No Guts No Glory Tour le 18 mars 2010.

David Roads confirme lors d'une interview que le groupe allait rentrer en studio en janvier 2009, pour enregistrer le successeur de Runnin' Wild. Dans le numéro 17 du magazine Kerrang!, Joel O'Keeffe affirme que le groupe enregistrait au Criterion Hotel, le pub où le groupe joua son tout premier concert à Warrnambool, Australie. O'Keeffe ajoute : « On a branché tout notre matos, prêts à faire du pub-rock australien fait dans un pub rock australien ! »
L'album No Guts. No Glory. est publié le 8 mars 2010. Après avoir enregistré leur premier morceaux en Australie, le groupe a déménagé à Chicago aux États-Unis pour enregistrer le reste de l'album avec le producteur Johnny K (Disturbed, 3 Doors Down, Staind).

### Black Dog Barking(2011-2014)
Le groupe travaille un an sur le nouvel album, sachant qu'ils en ont aussi un peu profité pour se reposer après la tournée de No Guts. No Glory. Joel et Ryan étaient à Los Angeles en avril 2012 pour rencontrer des producteurs. Airbourne était à Los Angeles pour enregistrer Black Dog Barking de mi-octobre à fin décembre 2012. L'album est produit par Brian Howes (Hedley, Nickelback…) et l'enregistrement a débuté aux Van Howes Studios (studios du producteur à L.A.).
Ils sont ensuite allés aux Armoury Studios à Vancouver (ex-studio de Bruce Fairbairn) pour terminer l'album courant janvier (entre le 7 et le 20 janvier environ). Le premier épisode de Airbourne in the Studio y est consacré. L'album, intitulé Black Dog Barking, contient dix morceaux et est publié le 20 mai 2013 en Europe et en Australie, et dans le monde entier le 21 mai 2013 sous le label Roadrunner Records au niveau mondial. Le premier single est Live It Up. Airbourne entame une tournée européenne pendant les mois d'octobre, novembre et décembre 2013 ; ils jouent en France, dont l'Olympia à Paris le 22 novembre et au Royaume-Uni entre autres.

### Breakin' Outta Hell(2014-2019)

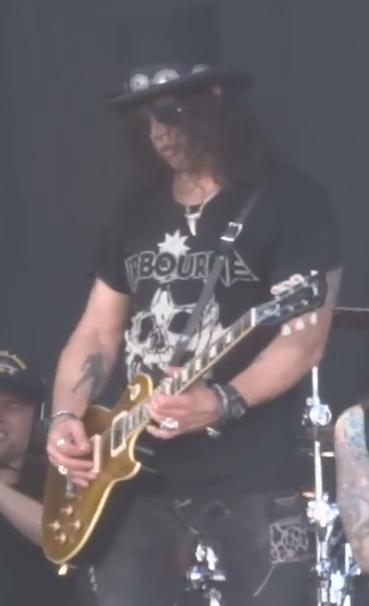
Slash avec un t-shirt d'Airbourne durant un concert avec Myles Kennedy lors du Sweden Rock Festival 2015

En novembre 2014, Joel O'Keeffe annonce que le groupe travaille sur un nouvel album. Lors du festival Hellfest en juin 2015, le groupe doit subir une coupure de courant de quelques minutes, ce qui n'a pas empêché Joel O'Keeffe d'amuser le public.
C'est en mars 2015 que les premières répétitions et enregistrement des démos commencent concernant le nouvel opus du groupe. Autour du 15 avril 2016 l'enregistrement débute avec Bob Marlette comme producteur et Mike Fraser derrière la console de mixage, jusqu'au 3 juin. Après enregistrement de 30 démos dans trois studios différents de Los Angeles et Chicago, 11 morceaux sortiront sur le quatrième album d'Airbourne. C'est le premier album sorti après la signature chez Spinefarm Records. Comme à son habitude, le groupe et ses techniciens ont préféré enregistrer sur bande magnétique ainsi que sur les mêmes amplificateurs Marshall que ceux utilisés lors de leurs tournées. David et Joel n'hésitent pas à utiliser d'autres guitares que leurs Gibson Explorer traditionnelles ; d'autres modèles servent aux enregistrement comme des Gibson ES, une Gretsch White Falcon ou encore une Gibson Les Paul. Dès le 23 juin l'album est annoncé au public, et le premier single Breakin' Outta Hell sort le 8 juillet. Le clip du second single Rivalry est sorti une semaine avant la sortie de l'album annoncée pour le 23 septembre 2016. Entre-temps, le groupe continue de tourner dans le monde entier.
En avril 2017, le groupe annonce le remplacement de David Roads par le guitariste du groupe australien Palace of the King, Matthew « Harri » Harrison. "Harri" a l'occasion de briller rapidement puisque le groupe joue en Europe et notamment au festival de Beauregard le samedi 8 juillet 2017.

### Boneshaker(2019-2023)
Boneshaker est le cinquième album studio du groupe de hard rock australien Airbourne. Il est sorti le 25 octobre 2019 via Spinefarm et a été produit par le producteur de disques, auteur-compositeur et directeur musical américain Dave Cobb. «Il est parvenu à prendre notre lumière et à la mettre dans une bouteille», a imagé Joel Le clip officiel de la chanson "Boneshaker" sera tourné lors du concert du 1er août 2019 au Wacken Open Air
«Pour enregistrer ce disque, c'est comme si nous avions donné un concert en studio. On a voulu insuffler l'âme et la puissance d'un show d'Airbourne dans un album» «Il n'y a pas de ballades, pas de guitares acoustiques, pas de claviers. Il n'y a pas de tangentes musicales bizarres, pas de conneries de ce type chez nous. C'est un enchaînement de pur rock'n'roll qui sent le caoutchouc brûlé, l'essence renversée et les pistons brûlants. Ça te frappe directement dans les os.»
Certaines chansons seront dévoilées en avant première ("Boneshaker", "Burnout the Nitro")  lors de la tournée européenne de juillet à novembre 2019.
C’est le premier album d'Airbourne à mettre en vedette Matt "Harri" Harrison à la guitare rythmique, prenant la place du guitariste rythmique du groupe et membre de longue date David Roads, qui a quitté en 2017.
En avril 2022, Matt "Harri" Harrison annonce qu'il quitte le groupe et ce sera Jarrad "Jazz" Morrice du groupe australien Black Aces qui deviendra le nouveau guitariste rythmique.
Le groupe fit aussi la première partie des légendes du heavy metal Iron Maiden lors de leur Legacy of the Beast World 2022, entre juin et juillet, avec notamment un passage à Paris La Défense Arena le 26 juin.

### Nouvel albumGutsy(2025) et tournées (depuis 2023)
Le groupe a annoncé qu'ils entraient en studio fin 2022 pour enregistrer leur septième album studio. La sortie était prévue pour 2023, mais a finalement été repoussé à 2024, puis à 2025, comme l'a déclaré le chanteur et guitariste Joel O’Keeffe à ses fans dans un message du Nouvel An : “We’ll see you on the road with a new record – all over the world! Rock on!” (Nous vous reverrons sur la route avec un nouveau disque – partout dans le monde ! Rock On!).
Le nouvel album sera le premier à présenter le nouveau guitariste rythmique Brett Tyrrell, qui a remplacé Jarrad "Jazz" Morrice fin 2023. 
Le groupe a annoncé une tournée européenne en 2025 avec le groupe Asomvel comme première partie, dont 14 dates en France (Grenoble, Lyon, Istres, Biarritz, Bordeaux, Toulouse, La Rochelle, Clermont-Ferrand, Nancy, Lille, Clisson, Nice et Aix-en-Provence),. La setlist jouée lors de la tournée européenne 2025 contient un bon nombre de classiques comme Live It Up, Back in the Game, Runnin' Wild, Ready to Rock, Too Much Too Young Too Fast, It's All for Rock 'n' Roll, Breakin' Outta Hell, Stand Up for Rock 'n' Roll, Girls in Black ainsi que deux chansons du dernier album studio en date, Burnout the Nitro et Rock 'n' Roll for Life.   
Le 6 juin 2025, le groupe publie un nouveau single, le premier en 6 ans, intitulé Gutsy via Spinefarm Records, qui servira de premier single au prochain album studio du groupe, qui devrait sortir en 2025 selon Joel O'Keeffe. La chanson est jouée dès le jour de sa sortie, au Rock im Park 2025. Lors de leur concert le 19 juin au Hellfest 2025, le groupe a annoncé 4 nouvelles dates française en 2026, en plus du concert au Zénith de Paris, incluant Lyon, Bordeaux, Nîmes et Toulouse. Dans une interview au Download Festival 2025, Ryan O'Keeffe a déclaré que le mixage est presque terminé. Il a aussi révélé que l'album s'appelera Gutsy (comme le single-titre) et devrait sortir d’ici la fin de l’année 2025.   
Le groupe est programmé à l'affiche du Wacken Open Air 2026, aux côtés de Def Leppard, Europe, Savatage, Sepultura...   

## Influences
Les influences d'Airbourne incluent AC/DC, Motörhead, Iron Maiden, Judas Priest, Metallica, Pantera, Def Leppard, Rose Tattoo, Thin Lizzy, Status Quoou encore The Angels.

## Membres

### Membres actuels
- Joel O'Keeffe - chant, guitare solo (depuis la formation)
- Ryan O'Keeffe - batterie (depuis la formation)
- Justin Street - basse, chœurs (depuis 2003)
- Brett Tyrrell - guitare rythmique (depuis 2023)

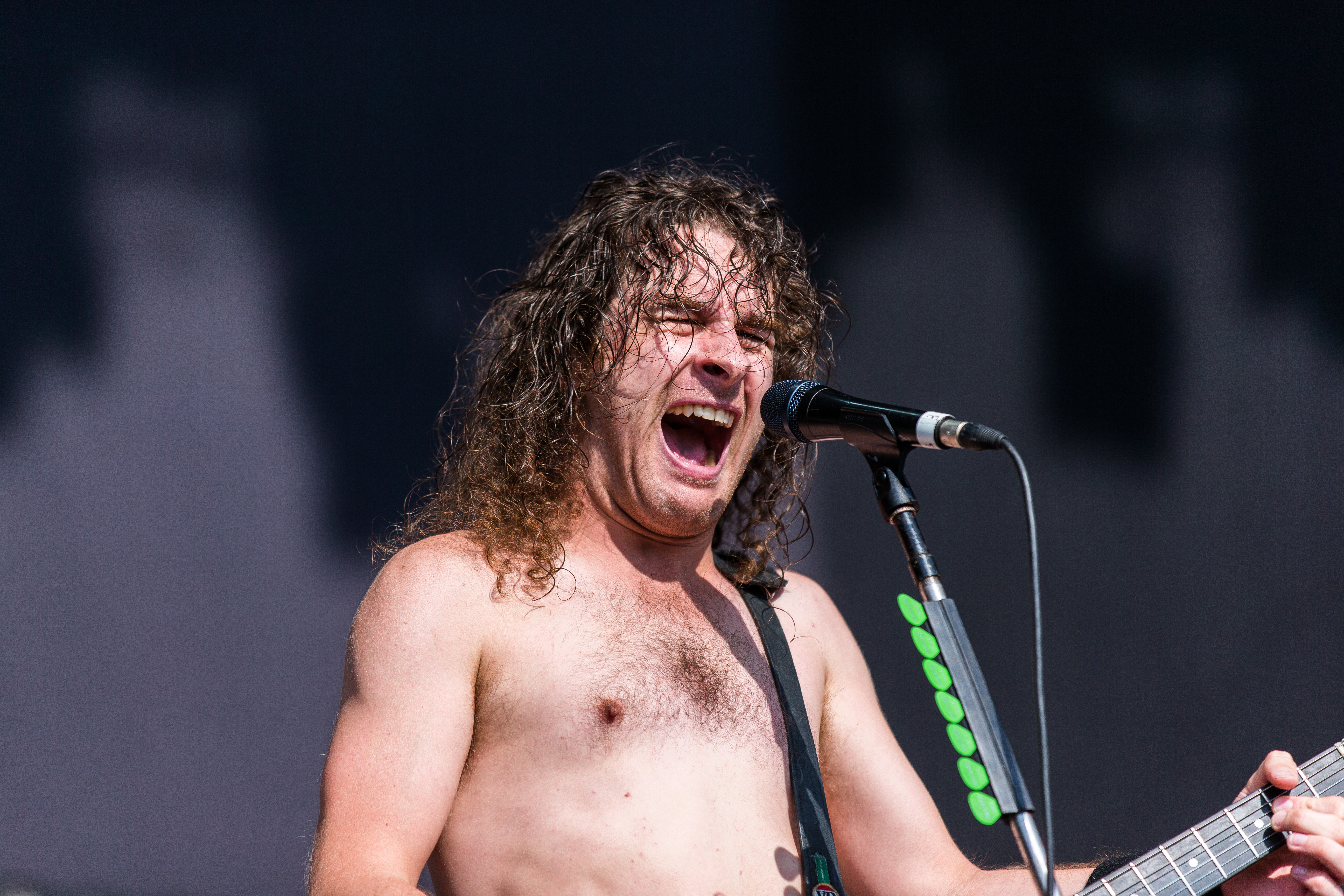
Joel O'Keeffe, 2014
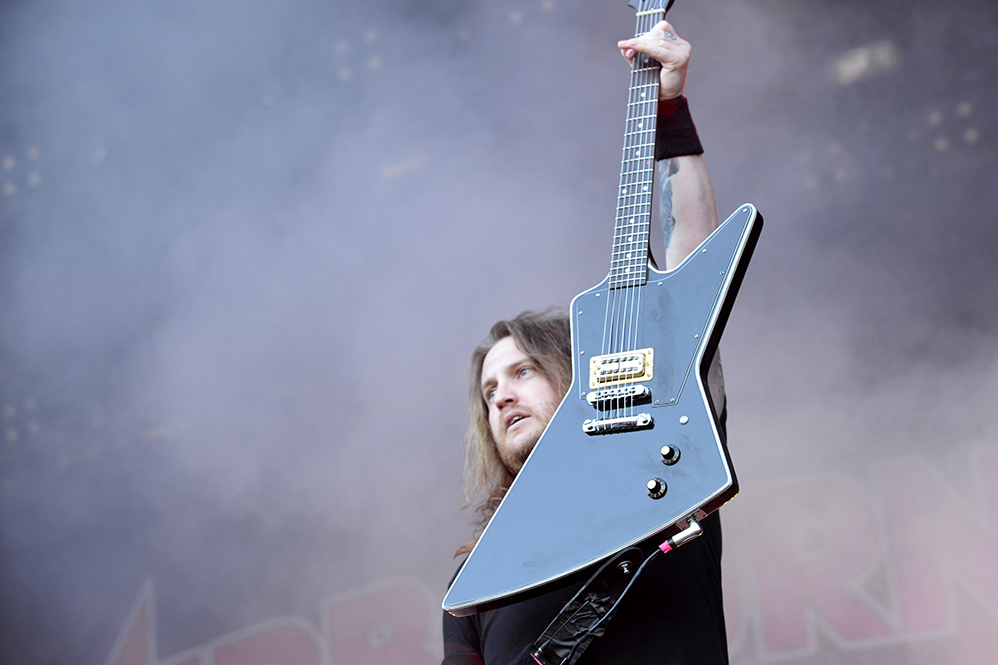
Matt "Harri" Harrison, 2017
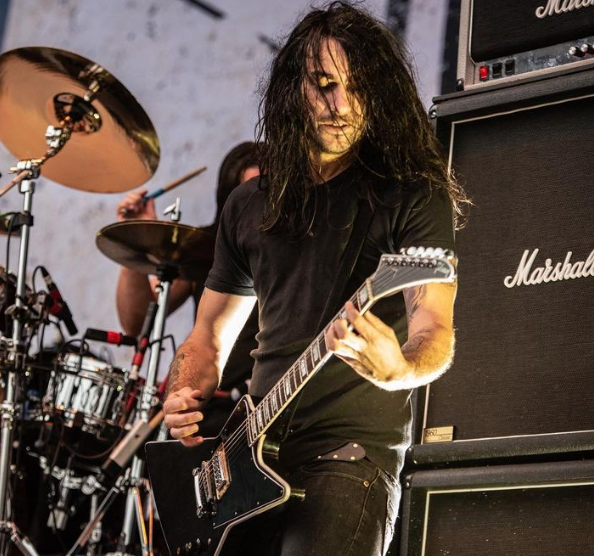
Jarrad "Jazz" Morrice
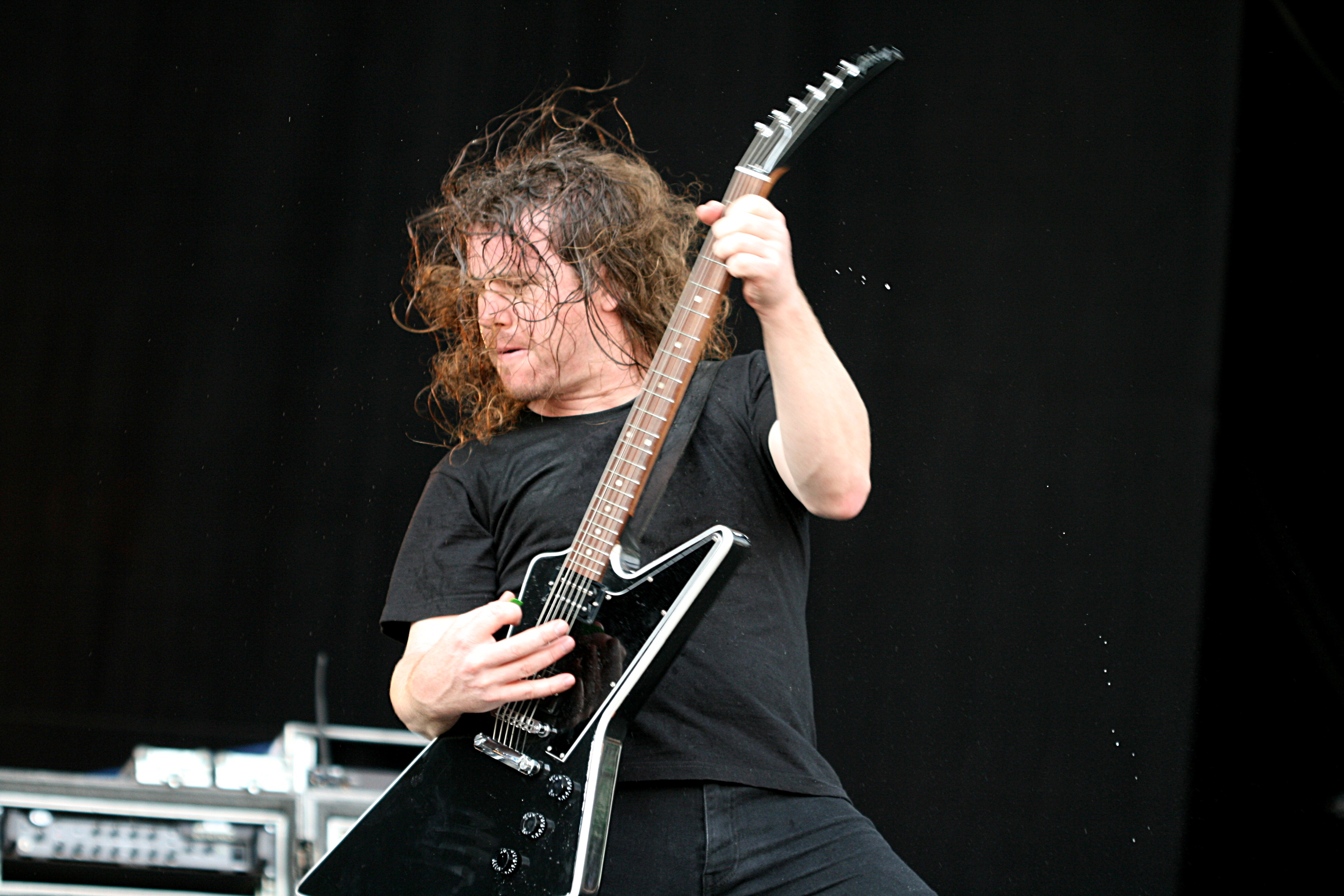
David Roads, ancien membre, en 2013

### Anciens membres
- Adam Jacobson — basse, chœurs
- David Roads - guitare rythmique, chœurs (2003-2017)
- Harri « The Riff Doctor » Harrison - guitare rythmique, chœurs (2017-2022)
- Jarrad "Jazz" Morrice - guitare rythmique, chœurs (2022-2023)

## Discographie

### Singles
- Runnin' Wild (2007)
- Too Much, Too Young, Too Fast (2007)
- Diamond in the Rough (2007)
- No Way But the Hard Way (2010)
- Blonde, Bad and Beautiful (2010)
- Bottom of the Well (2010)
- Raise the Flag (2010)
- Live It Up (2013)
- No One Fits Me (Better Than You) (2013)
- Breakin' Outta Hell (2016)
- Rivalry (2016)
- Boneshaker (2019)
- Backseat Boogie (2019)
- Gutsy (2025)

### Apparitions
- Burnout Paradise - Too Much, Too Young, Too Fast
- Guitar Hero: World Tour - Too Much, Too Young, Too Fast
- Guitar Hero Live - Back in the Game
- Madden NFL 08 - Runnin' Wild
- Madden NFL 09 - Stand Up For Rock 'n' Roll
- Madden NFL 10 - Heads are Gonna Roll
- NASCAR 08 - Stand Up tor Rock 'n' Roll
- NASCAR 09 - Runnin' Wild et Too Much, Too Young, Too Fast
- Need For Speed: ProStreet - Blackjack
- Need for Speed: Undercover - Girls in Black
- NFL Tour - Blackjack
- NHL 08 - Stand Up for Rock 'n' Roll
- NHL 09 - Runnin' Wild
- NHL 11 - Bottom of the Well
- Rock Band - Runnin' Wild
- Skate – Let's Ride
- Tony Hawk's Proving Ground - Girls in Black
- Medal of Honor: Airborne - Stand Up for Rock 'n' Roll
- WWE Smackdown vs Raw 2009 - Turn Up the Trouble
- WWE Royal Rumble 2008 - Stand Up for Rock 'n' Roll
- I Love You, Beth Cooper - Too Much, Too Young, Too Fast
- Hard Times of RJ Berger - No Way But the Hard Way
- Génération perdue 2 - Too Much, Too Young, Too Fast
- College (film, 2008) - Let's Ride
- Fonzy (film, 2013) - Runnin' Wild
- Van helsing S3 E7 (série 2018) - Raise the Flag
- Twisted Metal (2012) - Raise the Flag
- Hellfest (2008, 2010, 2015, 2017) - Breakin' Outta Hell[33]
- Trials Rising - Hungry
- The Crew 2 (2018) - Runnin' Wild